# Annunziata (Belmonte Calabro)
Annunziata, o Annunziata di Greci, è una località situata nel comune di Belmonte Calabro, in provincia di Cosenza.
Posta nell'entroterra, a 384 metri sul livello del mare, a circa due chilometri dal centro storico, si trova probabilmente nell'area dell'antico casale di Tingia, preesistente alla fondazione del Castello di Belmonte, avvenuta ad opera degli angioini nel 1270.

## Monumenti e luoghi d'interesse

### Architetture religiose

#### Chiesa dell'Annunziata
La chiesa che dà il nome alla località è uno dei più antichi luoghi di culto cristiani del territorio, probabilmente sorto su un antico tempio pagano dedicato alla dea Afrodite. Nella chiesa si conserva un sarcofago raffigurante san Giorgio nell'atto di uccidere il drago, una delle prime testimonianze della presenza cristiana in zona.
La vecchia chiesa crollò nel 1434, e nel 1490 l'arcivescovo di Cosenza, il potente Carlo Domenico Del Carretto, ne ordinò la ricostruzione, che fu ultimata solo nel 1523.